# 키리얼
키리얼 (KeyReal, 본명 하기련, 1984년 2월 22일 ~ )은 대한민국의 힙합 래퍼이다. Soul Connection 소속이였으나 활동을 잠정적으로 중단한 상태다.

## 바이오그래피
KeyReal은 대구광역시에서 태어났으며, 2001년 경부터 RapManya라는 이름으로 대구 힙합 동호회와 Soul Connection을 통해 음악을 시작하였다. 그는 힙합플레이야나 밀림을 통해 자작곡을 업로드하곤 하였으며, Soul Connection의 멤버로써 몇 번의 공연을 겸하였다. 이후 이름을 KeyReal로 바꾸고 주로 Csp와 호흡을 맞추면서 프로젝트 그룹을 Ironic Blues PJ를 결성, Train Trip, Last Impact 등의 곡으로 활동하기도 하였다.
그의 존재는 Csp의 데뷔로 Soul Connection의 활동이 본격화되면서 동시에 더욱 알려지게 되었으며, 특히 Csp의 앨범의 수록곡 인연과 그의 데뷔 앨범《인고 EP》수록곡 <무대를 내려오며>에서는 그의 보컬 실력도 선보였었다. 그의 데뷔 앨범 《인고 EP》는 Soul Connection에서 두 번째로 발매되었으나, 발매 직후 집안 사정으로 인해 그의 부모가 있는 함안으로 내려갈 수 밖에 없었고, 앨범 활동은 전면 중단되었다. 대신 Soul Connection 측은 그의 앨범 수록곡 〈무대를 내려오며〉 뮤직비디오를 촬영하여 홍보 활동에 사용하였다.
이후 그의 활동은 대폭 줄어들었으며, 2007년 DJ Shinin'stone과 2009년 Soul Connection 컴필레이션, 2010년 Still PM에 참여한 것을 제외하면 그의 이름을 찾아볼 수 없었다. Soul Connection 컴필레이션 앨범 《Rapsody》수록곡 〈백내장〉이 히트되어 잠깐 화제가 되었으나 그가 활동을 안하다 보니 곧 잊혀졌다. 현재 그는 서울에서 음악과 무관한 일을 하며 살고 있는 것으로 알려져있다. 음악 활동은 사실상 중단된 것이나 다름 없으나 여전히 Soul Connection의 멤버들과 친분을 유지하면서, Soul Connection이 레이블로 전환된 뒤에도 멤버 명단에 이름을 올리고 있다.
대표곡: 〈무대를 내려오며〉, 〈당신은 누구편입니까〉, 〈백내장〉

## 디스코그래피
- 2006년 《인고 (인생은 고통이야)》 EP

## 이름
- KeyReal은 그의 본명 "기련"에서 온 것으로 보인다.
- RapManya는 그가 활동 초창기 때 썼던 이름으로, 적어도 2003년 중순까지는 이 이름을 사용하였다.